# Paduniella nearctica
Paduniella nearctica là một loài Trichoptera trong họ Psychomyiidae. Chúng phân bố ở miền Tân bắc.